# Trekantig ärtmussla
Trekantig ärtmussla (Pisidium supinum) är en sötvattenslevande mussla som hör till familjen klotmusslor och släktet ärtmusslor.

## Kännetecken
Musslan har ett tunt skal som är matt, grått till gräddgult med ganska glesa, fina men tydliga ribbor. Formen på skalet är snett trekantig och dess längd är 3,5-4 millimeter och höjden 3,3 till 3,8 millimeter. 

## Utbredning
Den trekantiga ärtmusslan förekommer i Storbritannien, Frankrike, Nederländerna, Danmark, Tyskland, Österrike, Ungern och delar av Ryssland, samt i Nordamerika. I Sverige är den bara funnen i en å i Blekinge. I Europa minskar den i delar av sitt utbredningsområde. Ett hot mot musslan kan vara föroreningar och reglering av vattendragen där den lever.

## Levnadssätt
Som de flesta andra musslor livnär den sig som filtrerare. Dess livsmiljö är främst sakta flytande sträckor av floder eller bäckar, men i norra Tyskland och Danmark är den även funnen i större sjöar.